# Eximacris superbum
Eximacris superbum là một loài côn trùng thuộc họ Acrididae. Đây là loài đặc hữu của Hoa Kỳ.